# L'Indépendance ou la Mort
La peinture L'Indépendance ou la Mort (en portugais : Independência ou Morte!), aussi appelée Le Cri d'Ipiranga (O Grito do Ipiranga), est un tableau peint en 1888 par Pedro Américo.
Il est considéré comme la principale œuvre d'art représentant la déclaration d'indépendance du Brésil.

## Histoire
L'artiste Pedro Américo acheva la peinture à Florence, en Italie, en 1888, soit 66 ans après la proclamation de l'indépendance du Brésil. La deuxième maison de Bragance commanda l'œuvre en raison d'investissements dans la construction du musée de l'Ipiranga (l'actuel Museu Paulista). L'œuvre d'art devait mettre en valeur la monarchie .

## Controverses
Il y a des preuves que la peinture n'est pas une représentation fidèle de l'événement survenu sur les rives de l'Ipiranga. Pedro Américo est aussi accusé d'avoir plagié Friedland, 1807 (pt) d'Ernest Meissonier.

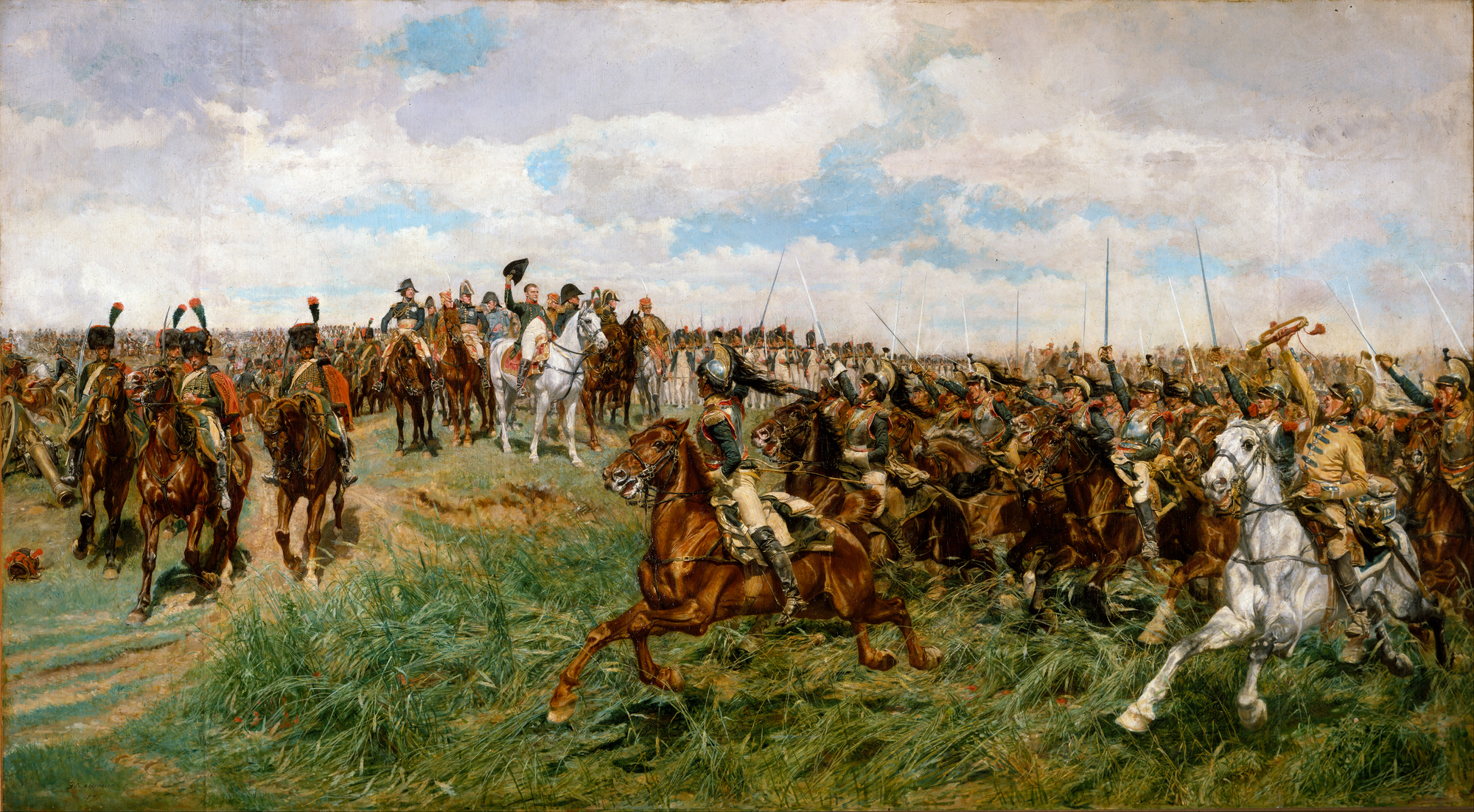
Friedland, 1807 Ernest Meissonier, 1861-1875.

### Preuves
Selon des historiens, il y a des preuves que la peinture ne représente pas fidèlement les événements survenus le jour du cri d'Ipiranga :
1. Chevaux : Pierre Ier n'utilisaient pas de chevaux. À l'époque, on utilisait des ânes et des mules pour les longs voyages[2].
2. Nombre de soldats : Le groupe qui accompagnait Dom Pedro était peu nombreux[2].
3. Vêtements : Ni Dom Pedro ni ses compagnons de voyage ne portaient d'uniformes d'apparat[2],
4. Maison de la proclamation : La première mention de la maison qui figure à l'arrière-plan date de 1884, soit 62 ans après le cri d'Ipiranga[2].
5. Topographie : L'Ipiranga est mal situé. Ce ruisseau devrait être derrière la personne qui regarde la peinture[3].
6. Intrus : Le peintre, Pedro Américo, y a inclus un autoportrait, même s'il est né bien après l'indépendance[3].
7. Incident de voyage : Sur la peinture, le prince régent semble se tenir dans une attitude triomphante, mais en vérité, il éprouvait de fortes douleurs. Il avait la diarrhée, causée d'après de nombreux historiens par les fatigues du voyage[3].